# Mark Boswell
Pour les articles homonymes, voir Boswell.
Mark Boswell, né le 28 juillet 1977 à Mandeville (Jamaïque) et ayant grandi à Brampton au Canada, est un athlète canadien spécialiste du saut en hauteur. Il a remporté deux médailles lors des Championnats du monde d'athlétisme, et a été détenteur du record national du Canada.

## Biographie
Après avoir quitté la Jamaïque, la famille de Mark Boswell s'installe à Brampton au Canada. Mark Boswell est ensuite étudiant à l'Université du Texas à Austin. En 1999, il remporte la médaille d'or des Jeux panaméricains à Winnipeg, et la médaille d'argent des Championnats du monde de Séville. Il établit à cette occasion un nouveau record du Canada avec un saut à 2,35 m, soit deux centimètres de moins que le vainqueur, le Russe Vyacheslav Voronin. Lors des Championnats du monde de 2003, Boswell s'adjuge la médaille de bronze avec un bond de 2,32 m. il n'est départagé du deuxième de l'épreuve, le Suédois Stefan Holm, qu'au nombre d'essais.

### Palmarès
| Date | Compétition                     | Lieu              | Résultat | Marque |
| ---- | ------------------------------- | ----------------- | -------- | ------ |
| 1996 | Championnats du monde juniors   | Sydney            | 1er      | 2,24 m |
| 1999 | Universiade                     | Palma de Majorque | 2e       | 2,30 m |
| 1999 | Jeux panaméricains              | Winnipeg          | 1er      | 2,25 m |
| 1999 | Championnats du monde           | Séville           | 2e       | 2,35 m |
| 2000 | Jeux olympiques                 | Sydney            | 6e       | 2,32 m |
| 2001 | Championnats du monde           | Edmonton          | 6e       | 2,25 m |
| 2002 | Jeux du Commonwealth            | Manchester        | 1er      | 2,28 m |
| 2002 | Coupe du monde des nations      | Madrid            | 2e       | 2,29 m |
| 2003 | Championnats du monde en salle  | Birmingham        | 5e       | 2,25 m |
| 2003 | Championnats du monde           | Paris             | 3e       | 2,32 m |
| 2004 | Jeux olympiques                 | Athènes           | 7e       | 2,29 m |
| 2004 | Finale mondiale de l'athlétisme | Monaco            | 3e       | 2,30 m |
| 2005 | Championnats du monde           | Helsinki          | 4e       | 2,29 m |
| 2006 | Jeux du Commonwealth            | Melbourne         | 1er      | 2,26 m |

### Records
| Épreuve         | Épreuve      | Performance | Lieu                | Date                                      |
| --------------- | ------------ | ----------- | ------------------- | ----------------------------------------- |
| Saut en hauteur | En plein air | 2,35 m      | Séville Rome        | 23 août 1999 30 juin 2000 12 juillet 2002 |
| Saut en hauteur | En salle     | 2,33 m      | Fayetteville Liévin | 10 mars 2000 24 février 2002              |